# Onde d'est africaine
Les ondes d'est africaines (en anglais, african easterlies waves, abrégé AEW) sont des ondes tropicales. Elles se présentent d'une manière générale comme un creux barométrique qui s'étend vers le nord, avec deux centres de surface et un centre de niveau moyen. La formation et la position de ces ondes est sous l'influence de diverses oscillations, particulièrement l'oscillation atlantique multidécennale, et elles interagissent avec le courant-jet africain d'Est .
Les ondes d'est africaines sont en lien avec de nombreux phénomènes météorologiques et sont les précurseurs de certains cyclones tropicaux de l'Atlantique Nord. Ces ondes sont également une composante essentielle du système de mousson de l'Afrique de l'Ouest . 

## Définition
De mai à octobre, les ondes d'est africaines sont des phénomènes météorologiques dominant en Afrique du Nord, avec un pic d'intensité de mi-juin à mi-septembre. Elles se forment sur le continent, généralement entre 15 et 30 °E, puis évoluent entre 5°N et 30°N en direction de l'océan Atlantique. Leur initiation est favorisée par l'activité convective provoquée par le passage des masses d'air venant de l'Est au niveau des montagnes du Kenya, et particulièrement dans une zone qui s'étend du Kilimandjaro au mont Kenya. Elles se propagent du continent africain jusqu'aux îles Caraïbes et au delà vers l'Amérique centrale à travers la Zone Intertropicale de Convergence à une vitesse moyenne de 15 nœuds (25 à 30 km/h. Ces ondulations ont une longueur d'onde d'environ de 2 500 km et une périodicité de 3 à 5 jours.  

## Genèse météorologique
Le mécanisme de formation des ondes d'est africaines n'est pas complètement élucidé. Elles sont entretenues par le gradient méridional de vorticité potentielle induit par le jet d'Est africain (instabilité barotrope) et le gradient méridional de température induit par la dépression thermique saharienne (instabilité barocline). Le courant-jet d'Est africain est un vent thermique circulant autour de 700 hPa provoqué par une bande zonale de forts gradients méridiens de température (situation barocline). Durant l'été boréal, le Sahara se réchauffe formant une dépression thermique de surface appelé dépression thermique saharienne, surmontée d'un anticyclone entre 700 et 500 hPa. Ces fortes températures contrastent avec une région plus froide au sud créant une instabilité barocline en établissant un vent thermique.   

## Évolution future au-dessus de l'Atlantique
Lorsqu'elles quittent la côte Ouest africaine, les ondes d'est africaines sont moins supportées par l'instabilité barocline, elles peuvent néanmoins perdurer grâce à l'alignement d'anomalies de vorticité potentielle et une activité convective soutenue. La mise en œuvre du suivi opérationnel systématique des ondes d'Est africaines effectué à partir des années 1970 a montré qu'une grande partie des cyclones de l'Atlantique se développent à partir des ondes d'Est africaines. Ces dernières constituent une source de tourbillon de grande échelle qui, dans certaines conditions, se concentre suffisamment pour donner lieu à la cyclogenèse tropicale.